# SpywareBlaster
SpywareBlaster ist ein Anti-Spyware-Programm für Microsoft Windows, das vor Spyware, Adware und Browser-Hijackern schützt.
Die Software funktioniert, im Gegensatz zu anderen Anti-Spyware-Programmen, ohne im Hintergrund zu laufen oder den Computer zu scannen. Die schadhaften Websites, Cookies und ActiveX-Objekte trägt das Programm in die schwarze Liste des Internet Explorers ein. Das Programm unterstützt auch andere Browser wie Mozilla Firefox, wo allerdings nur Cookies blockiert werden, und Google Chrome, wo neben Cookies auch Skripte erfasst werden. SpywareBlaster wird als Freeware vertrieben.